# Берёзовая (приток Ташмы)
Берёзовая — река в Томской области России, правый приток Ташмы. Устье находится в 14 км от устья Ташмы по правому берегу. Длина реки составляет 20 км.
На берегах реки располагается село Турунтаево.

## Данные водного реестра
По данным государственного водного реестра России относится к Верхнеобскому бассейновому округу, водохозяйственный участок реки — Чулым от в/п с. Зырянское до устья, речной подбассейн реки — Чулым. Речной бассейн реки — (Верхняя) Обь до впадения Иртыша.
Код водного объекта — 13010400312115200021070.